# Sidensjö IK
Sidensjö IK är en idrottsförening från Sidensjö i Sverige. Klubben bildades 1921, och bedriver fotboll, orientering och skidsport.
Damfotbollslaget spelade fem säsonger i Sveriges högsta division under perioden 1978-1986.

### Fotnoter
1. ↑  ”Klubben”. Sidensjö IK. Arkiverad från originalet den 8 februari 2015. https://web.archive.org/web/20150208184404/http://www.sidensjo.se/klubben.htm. Läst 13 oktober 2013.
2. ↑  Jimmy Lindahl (2 juli 2004). ”Maratontabell för högsta damserien 1978-2003”. Bolletinen. http://www.bolletinen.se/sfs/pdf/stat_d_maraton_1978_2003_maratontab_f_hogsta_damserien.pdf. Läst 13 oktober 2013.